# 노원역

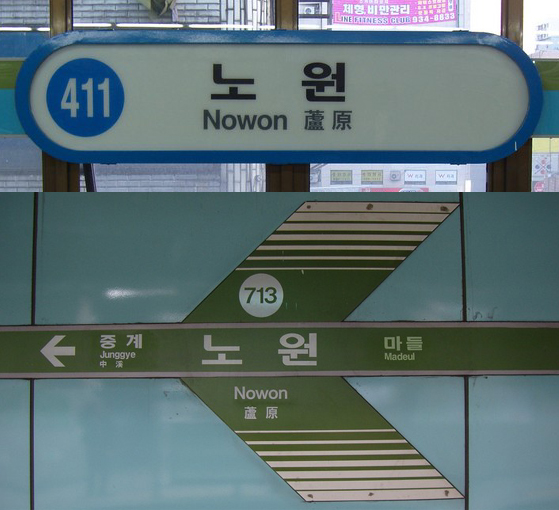
역명판

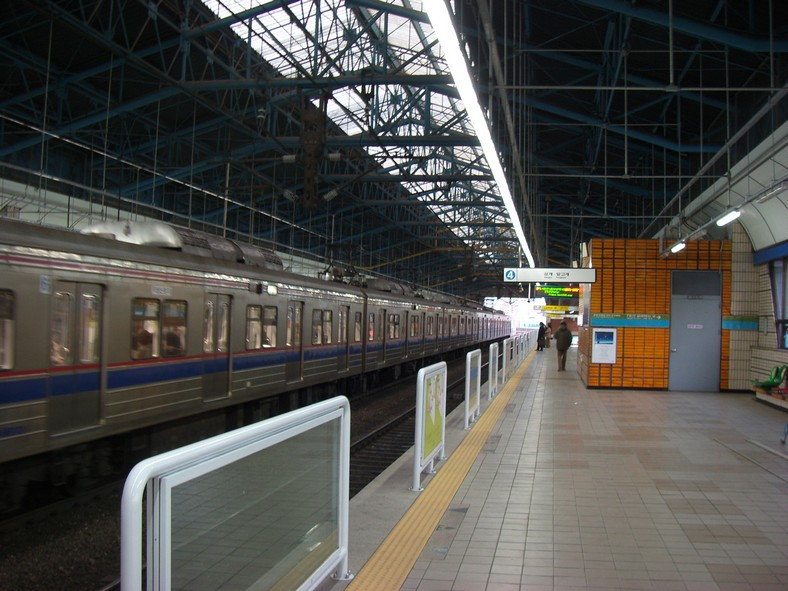
승강장

노원역(蘆原驛, Nowon station)은 서울특별시 노원구 상계동에 있는 수도권 전철 4호선과 서울 지하철 7호선의 환승역이다. 서울 지하철 7호선은 당현천 하저터널로 중계역과 연결된다.

## 역사
- 1983년 9월 13일: 노원역으로 역명 결정[1]
- 1985년 4월 20일: 서울 지하철 4호선 상계 ~ 한성대입구 구간 개통과 함께 영업 개시
- 1996년 10월 11일: 서울 지하철 7호선 장암역 ~ 건대입구역 구간 개통으로 환승역이 됨

## 역 구조
4호선은 고가에 있는 2면 2선의 상대식 승강장이며 7호선은 지하에 있는 1면 2선의 섬식 승강장이다. 출구는 총 10개가 있다. 또한 4호선 역은 상계로 지상에 있으나, 7호선 역은 동일로 지하에 있기 때문에 두 역간의 환승 통로의 길이가 312m 정도로 매우 긴 편이다. 두 노선 모두 스크린도어가 설치되어 있다.
4호선에서는 매일 오이도역에서 이 역까지만 운행하는 노원행 열차가 존재하고 평일 한정으로 이 역에서 출발하는 열차가 존재한다.

### 4호선 승강장
| 상계 ↑ |
| \| 상  |
| ↓ 창동 |

| 상행 | ● 수도권 전철 4호선 | 상계 · 불암산 · 별내별가람 · 풍양 · 오남 · 진접(경복대) 방면 |
| 하행 | ● 수도권 전철 4호선 | 창동 · 혜화 · 동대문 · 명동 · 이촌 · 안산 · 오이도 방면      |

### 7호선 승강장
| 마들 ↑   |
| 하 상 \| |
| ↓ 중계   |

| 상행 | ● 서울 지하철 7호선 | 수락산 · 도봉산 · 장암 방면                   |
| 하행 | ● 서울 지하철 7호선 | 태릉입구 · 상봉 · 강남구청 · 대림 · 석남 방면 |

## 역 주변

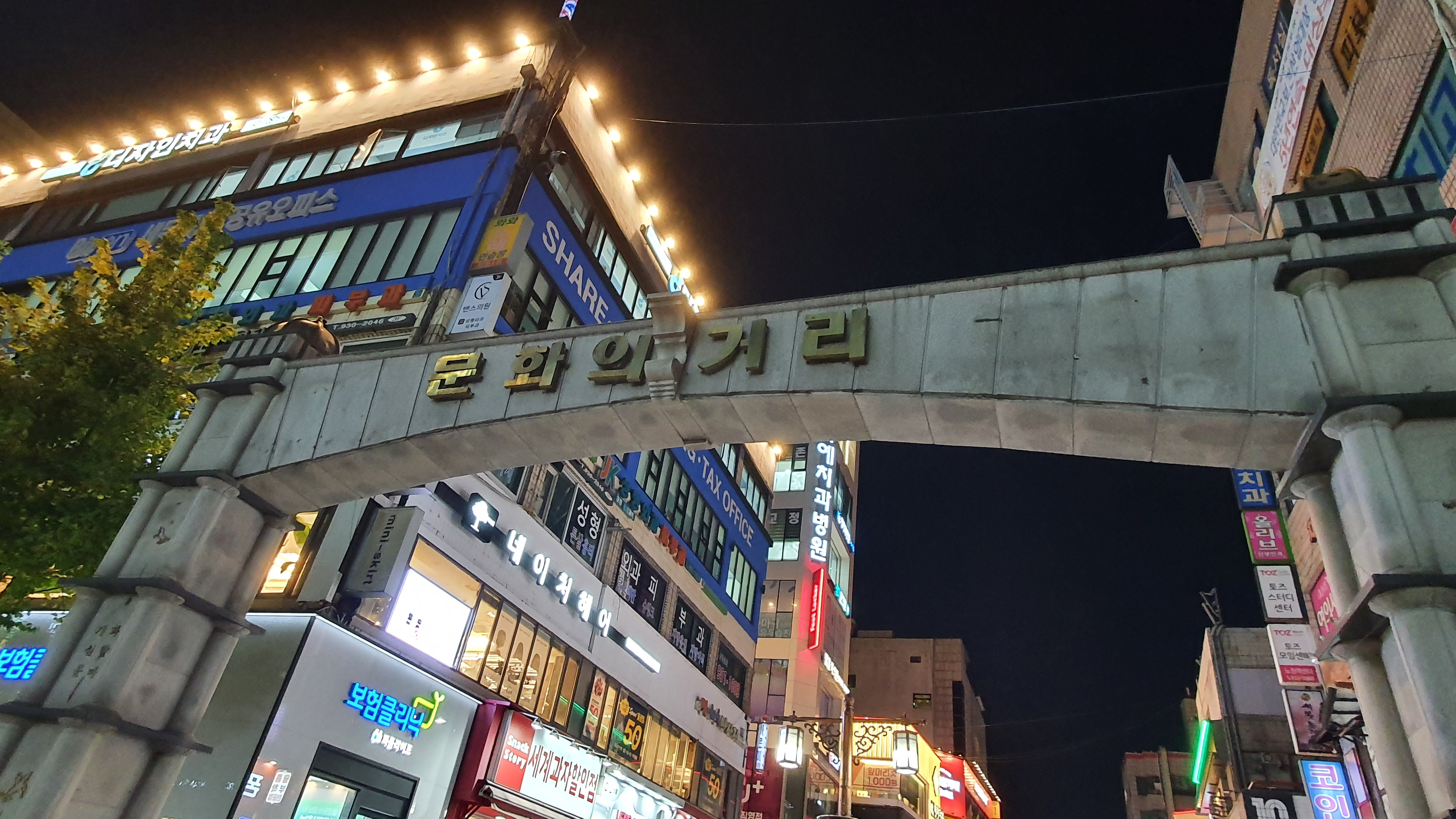
노원역 근처에 있는 노원 문화의거리

1·2·9·10번 출구는 4호선 측에 위치하며, 3 ~ 8번 출구는 7호선 측에 위치한다. 4번 출구는 롯데백화점 노원점·롯데시네마 노원, 롭스 노원시네마점으로 바로 연결된다.
- 노원 문화의 거리
- 노원구청
- 노원문고
- 도로교통공단 도봉운전면허시험장
- 롯데백화점 노원점
- 상계119안전센터
- 상계2동주민센터
- 상계6동주민센터
- 상계7동주민센터
- 상계6동 치안센터
- 상계7동 치안센터
- 인제대학교 상계백병원
- 상계고등학교
- 상계중학교
- 서울상계초등학교
- 상수초등학교
- 상월초등학교
- 서울교통공사 창동차량사업소
- 신상중학교
- 온곡중학교
- 와우패션클럽
- 용화여자고등학교
- KT 노원지점
- 악마의 레시피
- 한국전력공사 북부지점
- 한국전력공사 상계변전소
- 롭스 노원시네마점
- 서울북부고용센터
- 골드버튼 술집

## 이용객 변동
| 노선  | 노선   | 일평균 인원수 (명/일) | 일평균 인원수 (명/일) | 일평균 인원수 (명/일) | 일평균 인원수 (명/일) | 일평균 인원수 (명/일) | 일평균 인원수 (명/일) | 일평균 인원수 (명/일) | 일평균 인원수 (명/일) | 일평균 인원수 (명/일) | 일평균 인원수 (명/일) | 각주  |
| 노선  | 노선   | 2000년                | 2001년                | 2002년                | 2003년                | 2004년                | 2005년                | 2006년                | 2007년                | 2008년                | 2009년                | 각주  |
| ----- | ------ | --------------------- | --------------------- | --------------------- | --------------------- | --------------------- | --------------------- | --------------------- | --------------------- | --------------------- | --------------------- | ----- |
| 4호선 | 승차   | 27,022                | 25,461                | 25,852                | 24,930                | 25,156                | 25,860                | 26,619                | 25,846                | 25,280                | 24,817                | [ 2 ] |
| 4호선 | 하차   | 28,091                | 26,821                | 27,634                | 26,785                | 26,991                | 27,754                | 29,050                | 28,206                | 28,113                | 27,923                | [ 2 ] |
| 4호선 | 승하차 | 55,113                | 52,282                | 53,485                | 51,715                | 52,146                | 53,614                | 55,669                | 54,052                | 53,393                | 52,740                | [ 2 ] |
| 7호선 | 승차   | 16,061                | 18,972                | 20,022                | 20,685                | 20,360                | 20,643                | 21,804                | 21,407                | 21,554                | 21,503                | [ 3 ] |
| 7호선 | 하차   | 16,175                | 19,299                | 20,794                | 21,648                | 21,101                | 21,933                | 23,655                | 23,298                | 23,465                | 23,524                | [ 3 ] |
| 7호선 | 승하차 | 32,236                | 38,272                | 40,817                | 42,333                | 41,461                | 42,576                | 45,459                | 44,705                | 45,019                | 45,028                | [ 3 ] |
| 노선  | 노선   | 2010년                | 2011년                | 2012년                | 2013년                | 2014년                | 2015년                | 2016년                | 2017년                | 2018년                |                       |       |
| 4호선 | 승차   | 24,610                | 24,629                | 24,558                | 24,842                | 24,970                | 24,287                | 23,773                | 23,103                | 22,460                |                       |       |
| 4호선 | 하차   | 27,808                | 27,740                | 27,542                | 27,671                | 27,773                | 27,102                | 26,573                | 25,988                | 25,252                |                       |       |
| 4호선 | 승하차 | 52,418                | 52,369                | 52,100                | 52,513                | 52,743                | 51,389                | 50,346                | 49,091                | 47,712                |                       |       |
| 7호선 | 승차   | 22,008                | 22,634                | 22,489                | 22,625                | 22,463                | 21,878                | 21,450                | 21,038                | 21,181                |                       |       |
| 7호선 | 하차   | 24,236                | 24,831                | 24,614                | 24,645                | 24,426                | 23,818                | 23,306                | 22,822                | 22,748                |                       |       |
| 7호선 | 승하차 | 46,245                | 47,465                | 47,103                | 47,270                | 46,889                | 45,696                | 44,756                | 43,860                | 43,929                |                       |       |

## 특이 사항
- 1999년 2월에 배우 한고은이 활동하였던 휠라코리아의 《윈드서핑》 편이 환승통로에서 촬영되었던 곳이기도 하다.

## 사진

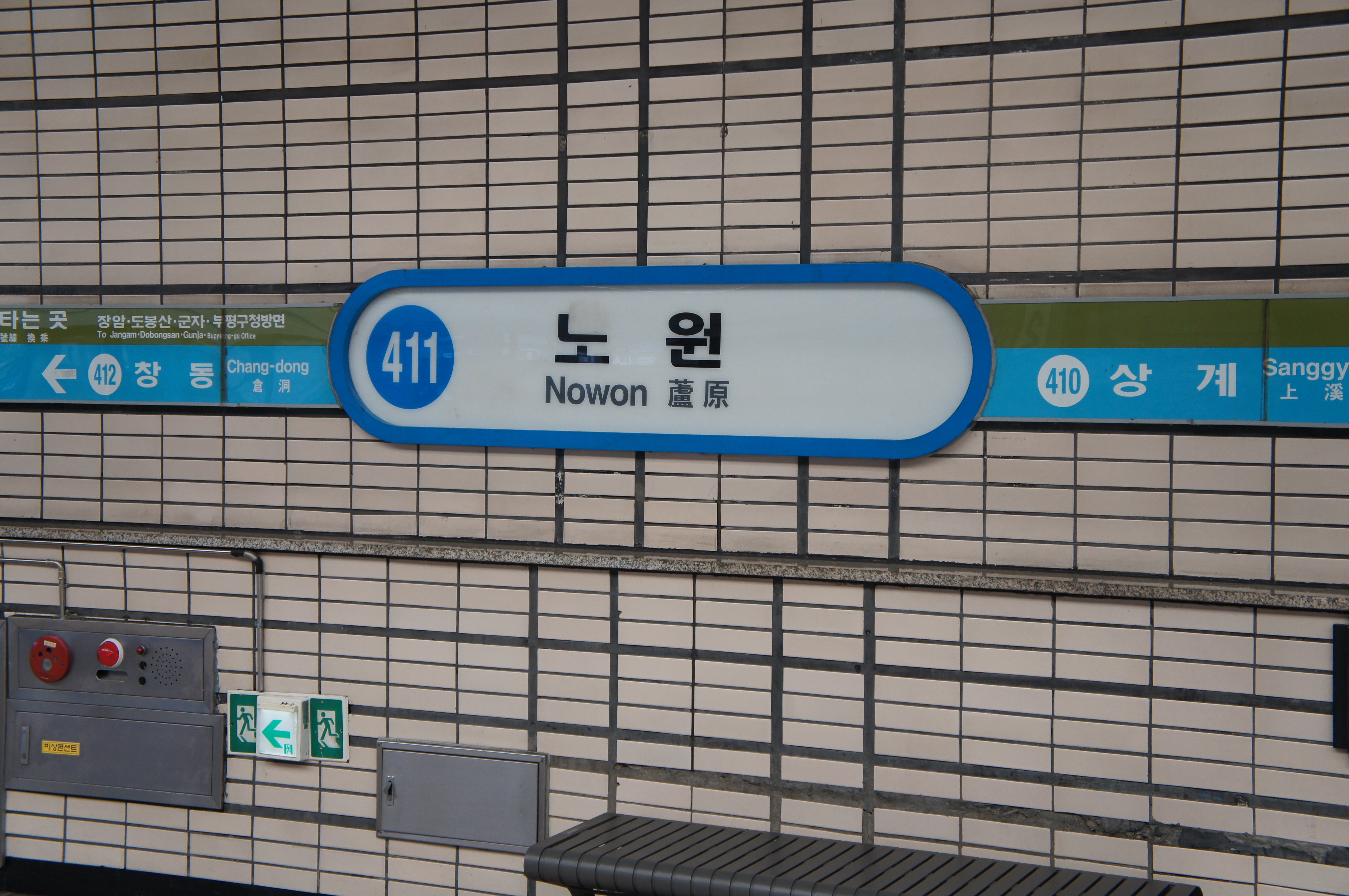
4호선 역명판
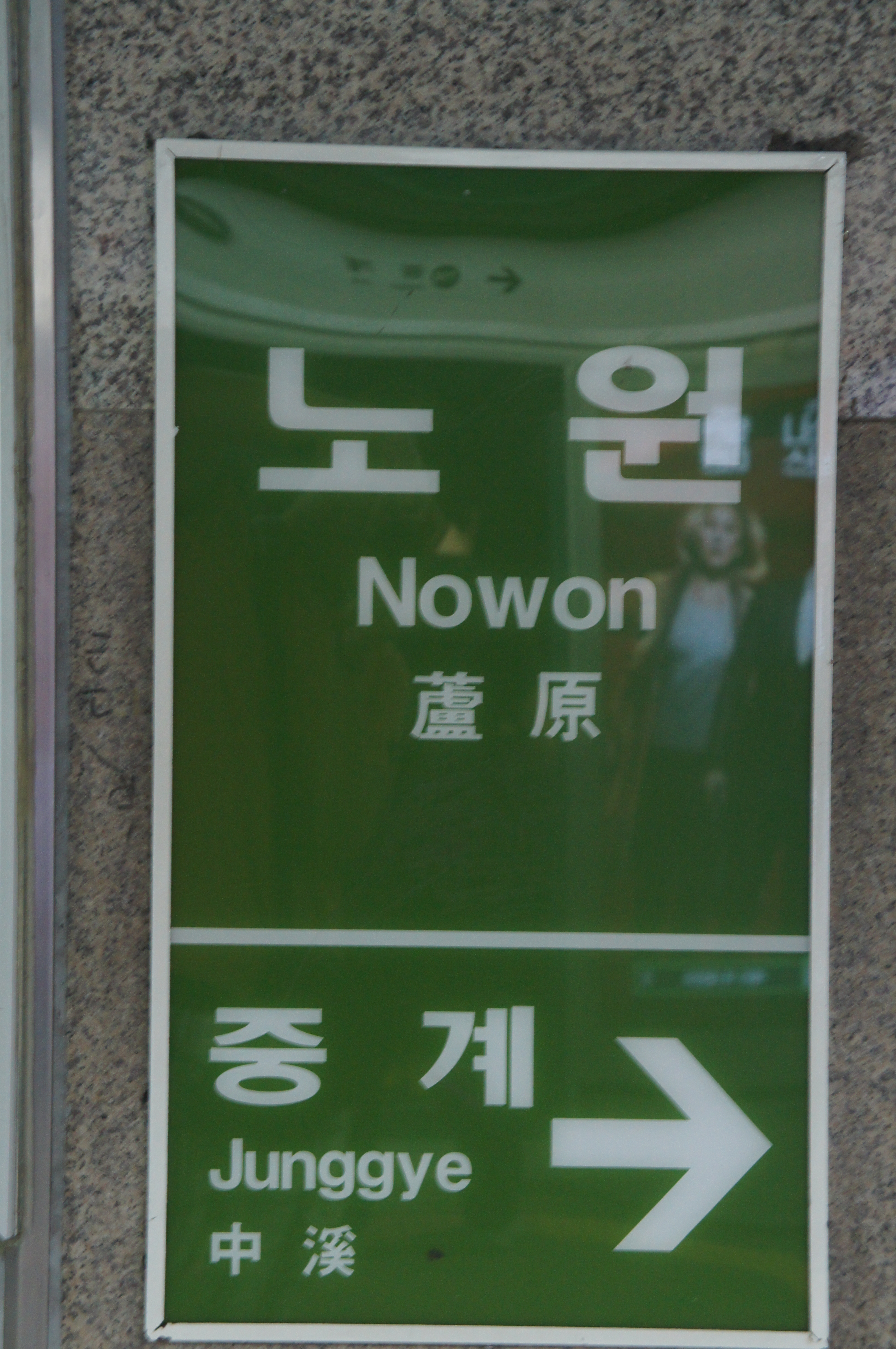
7호선 역명판
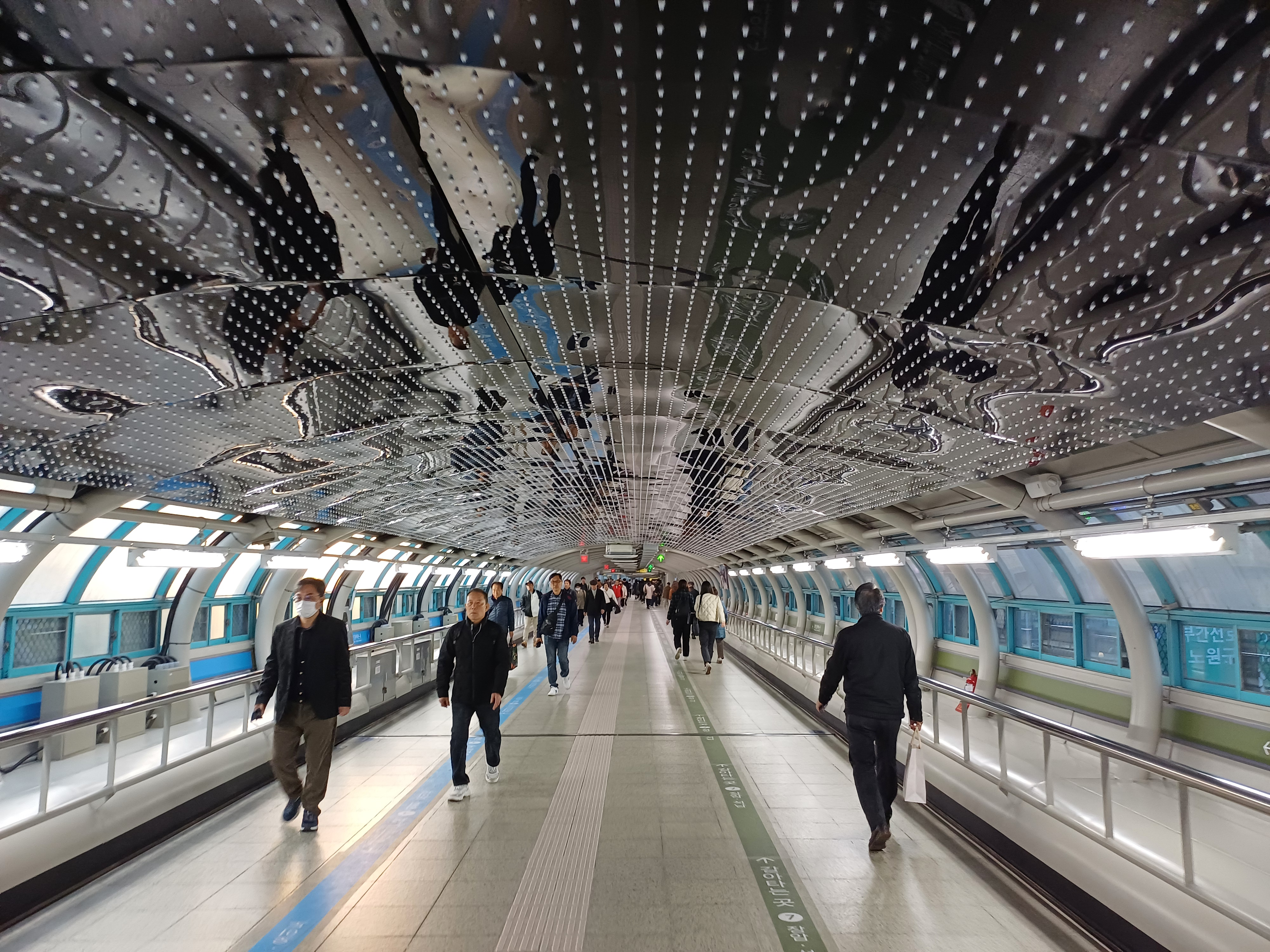
환승통로
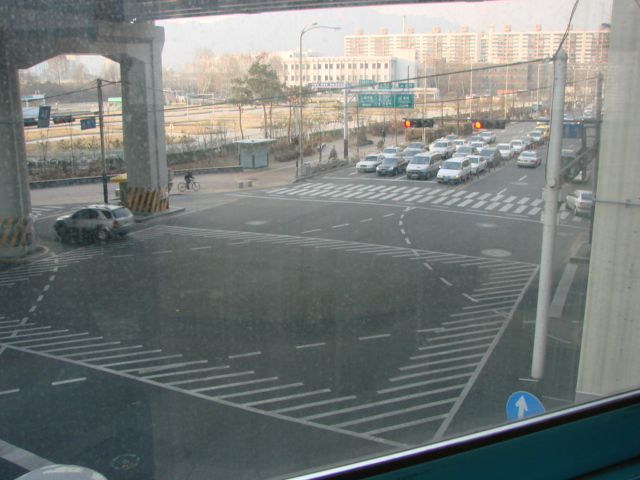
4호선 환승 통로 초입부에서 보이는 사거리의 모습
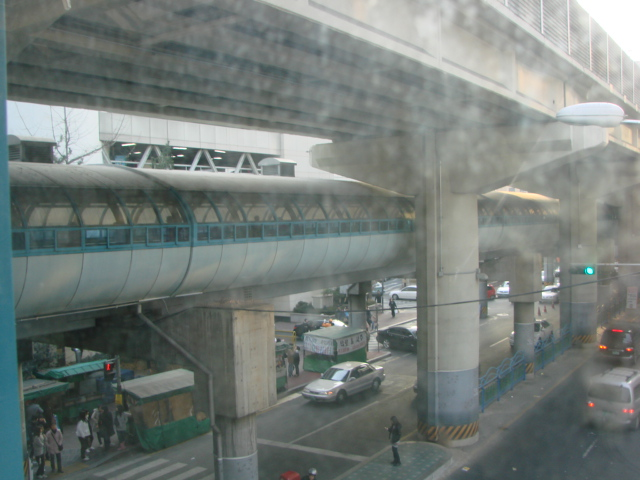
4호선 환승 통로. 상당히 길다.
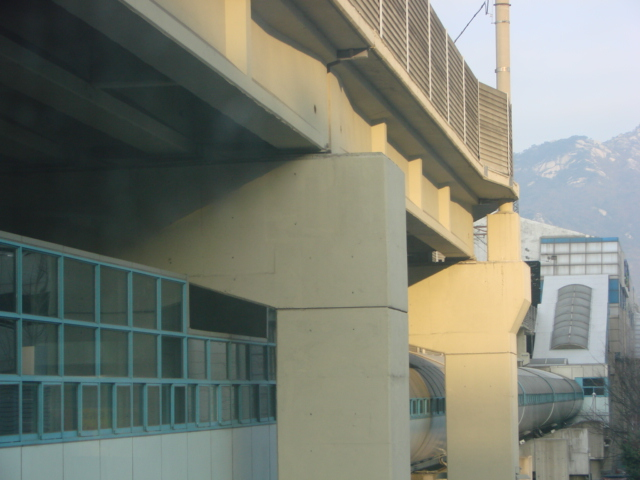
옆의 통로를 다른 각도에서 찍은 것.
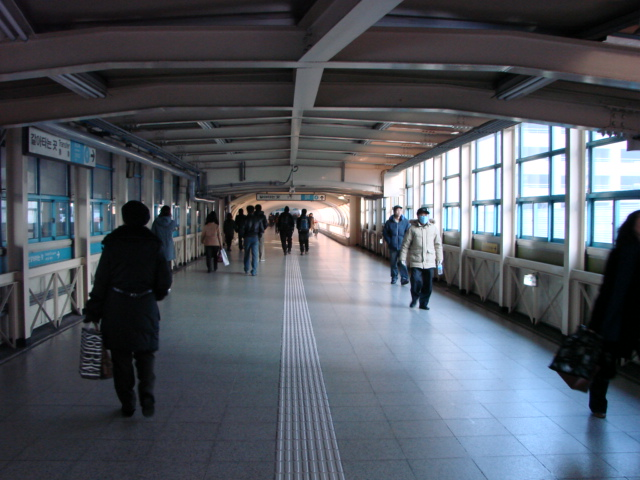
4호선 환승 통로를 내부에서 촬영한 것이다.
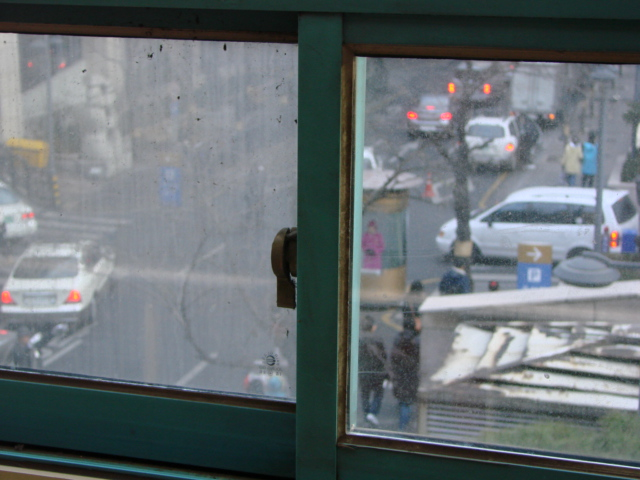
환승 통로 중간 부분에서 창 밖을 촬영한 것이다.
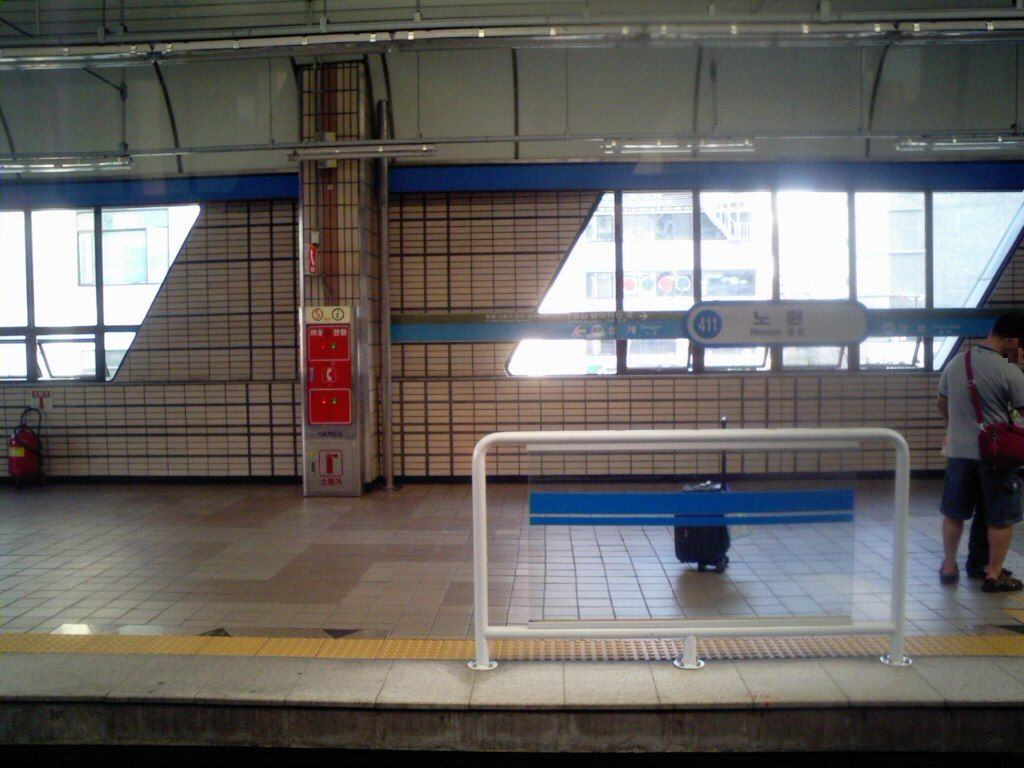
진접역 방면 4호선 승강장 (스크린도어 설치 전)
오이도역 방면 4호선 승강장 (스크린도어 설치 전)
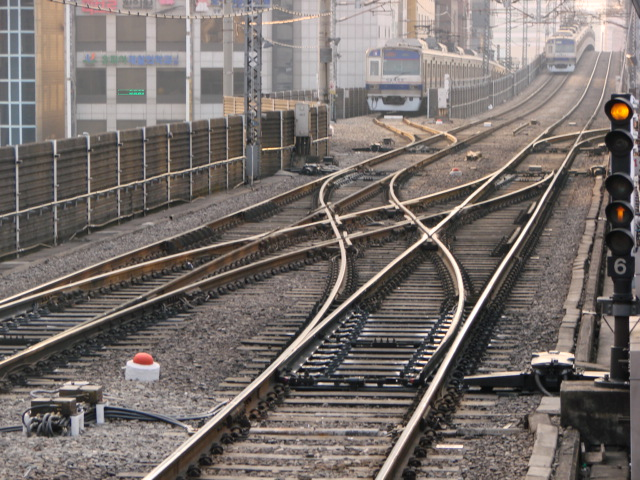
창동차량사업소로 입고되는 선로 변경선

## 인접한 역
| 서울 지하철 4호선  | 서울 지하철 4호선   | 서울 지하철 4호선    |
| ------------------ | ------------------- | -------------------- |
| 410 상계 진접 방면 | ● 수도권 전철 4호선 | 412 창동 오이도 방면 |
| 서울 지하철 7호선  |                     |                      |
| 712 마들 장암 방면 | ● 서울 지하철 7호선 | 714 중계 석남 방면   |